# Festival Internacional de Cinema de Sant Sebastià 1982
La 30a edició del Festival Internacional de Cinema de Sant Sebastià va tenir lloc entre el 17 i el 26 de setembre de 1982. El Festival de Sant Sebastià havia perdut la màxima categoria A (festival competitiu no especialitzat) de la FIAPF dos edicions abans, de manera que en aquesta edició no van poder atorgar-se premis oficials. De fet, la retirada de l'oficialitat va sumir al Festival en una greu crisi de la qual no es recuperaria fins a 1986, quan li va ser reconeguda de nou la categoria A. Es van concedir premis, però aquests van ser extraoficials.

## Desenvolupament
Es va inaugurar el 17 de setembre de 1982 per l'alcalde Jesús María Alkain Martikorena, el lehendakari Carlos Garaikoetxea i la ministra de cultura Soledad Becerril, amb la presència de Van Johnson, Vincent Sherman, Óscar Ladoire, Antonio Resines, Ana Belén, Manuel Gutiérrez Aragón, Fernando Savater, Juan Marsé i molts altres. Fou inaugurada amb la projecció de Querelle i Cangrejo, així com l'actuació de Bertín Osborne i el grup de dansaires bascos Eskola. El programa d'exhibició va estar format per 200 pel·lícules. També es va fer una exposició del fotògraf David Hamilton. Hi havia prevista una retrospectiva dedicada al director argentí d'origen basc Harry d'Abbadie d'Arrast amb pel·lícules com Dry Martini i La traviesa molinera, així com la presentació d'un llibre de José María Forqué dedicat a aquest director, un cicle denominat "La película olvidada" i premis al cinema basc.
El dia 18 es va projectar Querelle i el 19 Oficial i cavaller i Megáll az idő, dins de la selecció oficial, i també es van projectar Estoy en crisis de Fernando Colomo en la secció informativa, i la brasilera Das Tripas Coração d'Ana Carolina i la peruana La familia Orozco de Jorge Reyes, en la secció de Nous Realitzadors. També s'ha dedicat un cicle a Roberto Rossellini (amb Viatge a Itàlia) i s'ha dedicat un homenatge a Leopoldo Torre Nilsson.
El dia 20 es van projectar en la secció oficial Coup de torchon i Naslednitsa po priamoi, alhora que es feia un homenatge a Francis Lai, en la de Nous Realitzadors Pestañas postizas d'Enrique Belloch i La vraie histoire de Gérard Lechômeur de Joaquín Lledó, i de nit es projectà Les uns et les autres de Claude Lelouch. El dia 21 ho foren L'espantaocells i Fitzcarraldo de la secció oficial, així com Alsino y el cóndor de Miguel Littín. El 22 ho foren les espanyoles Pares y nones i Mientras el cuerpo aguante, que foren eclipsades per la projecció de Missing de Costa Gavras a les seccions paral·leles. El 23 es van projectar Heatwave i Objectiu mortal, alhora que s'anunciava que finalment Gloria Swanson no vindria. El 24 es va fer un homenatge a Joan Fontaine i es van projectar Demonios en el jardín de la secció oficial, i Gli occhi, la bocca de Marco Bellocchio, a la secció Homenatges, ambdues protagonitzades per Ángela Molina. El 25 es van projectar Laberinto de pasiones de Pedro Almodóvar i Cain at Abel a la secció oficial, i la italiana Grog de Francesco Laudalio i la francesa La Côte d'amour de Charlotte Dubreuil a la de nous realitzadors. El dia 26 es va projectar Oltre la porta i es van entregar els premis. De les 26 pel·lícules presentades a la secció "Nous realitzadors", a més de la guanyadora Sciopèn, va destacar Volver de David Lipszyc, Héctor, el estigma del miedo de Carlos Pérez Ferré i el curtmetratge Picasso nuestro de Maria Lluïsa Borràs i González. En acabar el festival es van produir incidents davant el Victoria Eugenia Antzokia quan s'hi van concentrar 150 persones, llençaren al riu les banderes dels Estats Units i Espanya i van fer crits a favor d'ETA i de l'amnistia.

## Jurats
- Premi de la Crítica Internacional: periodistes acreditats.
- Premi Nous Realitzadors: Mario Vargas Llosa, Fernando Colomo, Romà Gubern, Ricard Muñoz Suay i Carlos Velo Cobelas.

## Secció oficial
- Oficial i cavaller de Taylor Hackford [16]
- Cain at Abel de Lino Brocka
- Campanes roges. Vaig veure néixer un nou món de Serguei Bondartxuk
- Cangrejo de Román Chalbaud
- Coup de torchon de Bertrand Tavernier
- Demonios en el jardín de Manuel Gutiérrez Aragón
- ET, l'extraterrestre de Steven Spielberg  (fora de concurs)
- Fitzcarraldo de Werner Herzog
- Giro City de Karl Francis
- Heatwave de Phillip Noyce
- Laberinto de pasiones de Pedro Almodóvar
- Megáll az idő de Péter Gothar
- Mientras el cuerpo aguante de Fernando Trueba
- Naslednitsa po priamoi de Serguei Solòviev
- Oltre la porta de Liliana Cavani
- Pares y nones de José Luis Cuerda
- Plata dulce de Fernando Ayala
- Querelle de Rainer Werner Fassbinder
- Objectiu mortal de Richard Brooks
- L'espantaocells de Sam Pillsbury

## Retrospectives

### Homenatges
- Alsino y el cóndor de Miguel Littín
- Gli occhi, la bocca de Marco Bellocchio
- Identificazione di una donna de Michelangelo Antonioni
- L'ultima diva: Francesca Bertini de Gianfranco Mingozzi
- La Passante du Sans-Souci de Jacques Rouffio
- Le Beau mariage d'Eric Rohmer
- Les uns et les autres de Claude Lelouch
- Mafalda de Carlos Márquez
- Missing de Costa-Gavras
- Paradis pour tous d'Alain Jessua
- Too Far to Go de Fielder Cook

### Homenatge aRainer Werner Fassbinder
- Götter der Pest (1970)
- Warum läuft Herr R. Amok? (1970)
- Der Händler der vier Jahreszeiten (1972)
- Les amargues llàgrimes de Petra von Kant (1972)
- Angst essen Seele auf (1973)
- Nora Helmer (1974)
- Fontane Effi Briest (1974)
- Faustrecht der Freiheit (1975)
- Ich will doch nur, daß ihr mich liebt (1975)
- Mutter Küsters' Fahrt zum Himmel (1975)
- Satansbraten (1976)
- Chinesisches Roulette (1976)
- Bolwieser (1977)
- Desesperació (1977)
- In einem Jahr mit 13 Monden (1978)
- Lola (1981)
- Schatten der Engel de Daniel Schmid (1976)
- Die Zärtlichkeit der Wölfe d'Ulli Lommel (1973)
- Der Bauer von Babylon de Dieter Schidor (1982)
- Deutschland im Herbst d'Alf Brustellin, Hans Peter Cloos, Rainer Werner Fassbinder, Alexander Kluge, Beate Mainka-Jellinghaus, Maximiliane Mainka, Edgar Reitz, Katja Rupé, Volker Schlöndorff, Peter Schubert i Bernhard Sinkel (1978)

### Leopoldo Torre Nilsson
- La casa del ángel (1957)
- La caída (1959)
- Fin de fiesta (1960)
- La mano en la trampa (1961)
- Piel de verano (1961)
- Boquitas pintadas (1973)
- Piedra libre (1976)

### El otro camino / Puerta de Oriente
- A veces miro mi vida d'Orlando Rojas
- Americas in Transition d'Obie Benz
- Ana y Gabriel d'Iván Croce Urdaneta
- Finyè de Souleymane Cissé
- Sciopèn de Luciano Odorisio
- Anarchism in America de Steven Fischler i Joel Sucher
- Criss Cross & Deskarga batzuk de Jon Bernat Heinink
- Guaguasi de Jorge Ulla
- Im Land meiner Eltern de Jeanine Meerapfel
- L'ultima diva: Francesca Bertini de Gianfranco Mingozzi
- Sieben Sommersprossen de Herrmann Zschoche
- The Mediterranean de Yan Nascimbene
- Talk to Me de Julius Potocsny
- The Atomic Cafe de Kevin Rafferty, Jayne Loader i Pierce Rafferty
- Din nabos søn de Jørgen Flindt Pedersen
- Yılanı Öldürseler de Türkan Şoray
- Sekka tomurai zashi de Yōichi Takabayashi
- A Touch of Zen de King Hu
- The Valiant Ones de King Hu

## Nous realitzadors
- Das Tripas Coração d'Ana Carolina
- Brusten himmel d'Ingrid Thulin
- Akriet d'Amol Palekar
- Best Seller d'Íñigo Botas
- Brimstone and Treacle de Richard Loncraine
- Chassé-croisé d'Arielle Dombasle
- Héctor, el estigma del miedo de Carlos Pérez Ferré ()
- Grog de Francesco Laudadio ()
- Sciopèn de Luciano Odorisio ()
- Dabbel Trabbel de Dorothea Neukirchen
- Das Flugjahr de Markus Fischer
- El arresto de Luis Antonio Rosario Quiles
- Femenino Singular de Juanjo López
- La Côte d'amour de Charlotte Dubreuil
- La familia Orozco de Jorge Reyes
- Pestañas postizas d'Enrique Belloch
- La vraie histoire de Gérard Lechômeur de Joaquín Lledó
- Inside Out d'Eric Sherman
- Waltz d'Eric Sherman
- Tanya is Love d'Eric Sherman
- Volver de David Lipszyc
- Taboo: The Single and the LP de Curt McDowell
- Oyun la tanam de Ra'fat Mayhī
- Polvo rojo de Jesús Díaz Rodríguez
- Mamma de Suzanne Osten
- Octubre,12 d'Ernesto del Río i Luis Eguiraun
- Picasso nostre de Maria Lluïsa Borràs i González

## Panorama del cinema espanyol
- A contratiempo d'Óscar Ladoire Montero
- Camelamos naquerar de Miguel Alcobendas Tirado
- Lorca y La Barraca de Miguel Alcobendas Tirado
- Réquiem andaluz de Miguel Alcobendas Tirado
- Animación en la sala de espera de Carlos Rodríguez Sanz i Manuel Coronado
- El barranco de Víznar de José Antonio Zorrilla
- El cristal amarillo de Rafael Galán
- El olivar de Sholej Hejazi
- Ángeles gordos de Manuel Summers
- Estoy en crisis de Fernando Colomo
- La plaça del diamant de Francesc Betriu
- La cripta de Cayetano del Real
- Power game de Fausto Canel
- Rocieros de Manuela García de la Vega
- Sevilla en el cincuentenario de la Exposición Iberoamericana de Luis Mamerto López-Tapia
- Vida/Perra de Javier Aguirre Fernández

## Cinema espanyol dels anys 1950
- El último caballo d'Edgar Neville (1950)
- Bienvenido, Mister Marshall de Luis García Berlanga (1953)
- ¿Dónde vas, Alfonso XII? de Luis César Amadori (1958)
- Calabuch de Luis García Berlanga (1956)
- Agustina de Aragón de Juan de Orduña (1950)
- Alba de América de Juan de Orduña (1951)
- El último cuplé de Juan de Orduña (1957)
- La leona de Castilla de Juan de Orduña (1951)
- La corona negra de Luis Saslavsky (1951)
- Esa pareja feliz de Juan Antonio Bardem (1951)
- Calle Mayor de Juan Antonio Bardem (1956)
- Cómicos de Juan Antonio Bardem (1954)
- La venganza de Juan Antonio Bardem (1957)
- Muerte de un ciclista de Juan Antonio Bardem (1955)
- Los peces rojos de José Antonio Nieves Conde (1955)
- Surcos de José Antonio Nieves Conde (1951)
- Condenados de Manuel Mur Oti (1953)
- Los ojos dejan huellas de José Luis Sáenz de Heredia (1952)
- Todo es posible en Granada de José Luis Sáenz de Heredia (1954)
- Historias de la radio de José Luis Sáenz de Heredia (1955)
- La noche y el alba de José María Forqué (1958)
- Un día perdido de José María Forqué (1954)
- Jorge, el pequeño niño bombero de Juan Ignacio de Blas Guerrero (1960)
- La honradez de la cerradura de Luis Escobar Kirkpatrick (1950)
- La vida por delante de Fernando Fernán Gómez (1958)
- Las chicas de la Cruz Roja de Rafael J. Salvia (1958)
- Novio a la vista de Luis García Berlanga (1954)
- Nosotros dos d'Emilio Fernández Romo (1955)
- Parsifal de Daniel Mangrané i Carlos Serrano de Osma (1951)
- Segundo López, aventurero urbano d'Ana Mariscal (1953)
- Señora ama de Julio Bracho (1955)
- Sierra maldita d'Antonio del Amo (1954)
- Tiempo dos de Javier Aguirre (1959)
- Maleficio de León Klimovsky, Florián Rey i Fernando de Fuentes (1954)
- Un vaso de whisky de Juli Coll i Claramunt (1958)

## San Sebastián en el cine
- Edurne, modista bilbaína (1924) de Telesforo Gil
- El emigrado (1946) de Ramón Torrado Estrada
- El golfo (1917) de Josep de Togores i Muntades
- El vagabundo y la estrella (1960) de José Luis Merino Boves i Mateo Cano.
- Los ojos perdidos (1966) de Rafael García Serrano
- Luna de verano (1958) de Pedro Lazaga
- Pacto de silencio (1949) d'Antonio Fernández-Román
- Pasajes tres (1961) de Javier Aguirre Fernández
- Pierna creciente, falda menguante (1970) de Javier Aguirre Fernández
- También hay cielo sobre el mar (1955) de José María Zabalza
- Yo no soy un asesino (1963) de José María Zabalza

## Palmarès
- Premi de la Crítica Internacional: Demonios en el jardín de Manuel Gutiérrez Aragón ( Espanya)[17]
- Premi Alfonso Sánchez per a nous realitzadors: Sciopèn de Luciano Odorisio ( Itàlia)
- Premi OCIC: Fitzcarraldo de Werner Herzog ( Alemanya)
- Premi Ateneo Guipuzcoano: Coup de torchon de Bertrand Tavernier ( França)
- Premi Sociedad Fotográfica: Héctor, el estigma del miedo de Carlos Pérez Ferré ( Espanya)
- Premi de la Federació Internacional de Premsa Cinematogràfica: Grog de Francesco Laudalio ( Itàlia)
- Premi de la Creu Roja: ET, l'extraterrestre de Steven Spielberg ( Estats Units)